# 克洛坦国家森林
克洛坦国家森林（英語：Croatan National Forest）是美国的一处国家森林，1936年7月29日建立，位处北卡罗来纳州，占地面积159,885英畝（647.03平方），最近的城市为哈夫洛克。